# أنا امرأة (فلم)
أنا امرأة (بالإنجليزية: I Am Woman) هو فيلم سيرة ذاتية أسترالي تم إصداره عام 2019، يتحدث الفلم عن المغنية هيلين ريدي، وهو من إخراج وإنتاج أونجو مون، ومن سيناريو إيما جينسين.
يبدأ الفيلم بوصول ريدي البالغة من العمر 24 عامًا إلى نيويورك عام 1966 مع ابنتها البالغة من العمر ثلاث سنوات مع حقيبة سفر تحتوي على 230 دولارًا أمريكيًا فقط.
في غضون خمس سنوات، أصبحت واحدة من أكبر النجوم في وقتها، مع ثماني أغنيات فردية في الولايات المتحدة، وبرنامجها التلفزيوني الذي يعرض كل ساعة، وأيقونة للحركة النسائية في السبعينيات، والتي تبنت نشيدها القوي.